# Ярково (Минская область)
Ярково (бел. Яркава) — деревня в Минском районе Минской области, в 1,4 км на запад от Минска. Входит в состав Ждановичского сельсовета.

## История

### В составе ВКЛ и Речи Посполитой
В 1654 году упоминается как деревня в составе имения Словенск в Минском воеводстве ВКЛ. В 1791 году — деревня, 18 дымов, помещичий двор, корчма, дворянская собственность, в Королищевичском приходе.

### В составе Российской империи
После Второго раздела Речи Посполитой (1793) — в Минском уезде Минской губернии Российской империи.
В 1800, 1815 — деревня, 18 дворов, 118 жителей, собственность Пётуха.
В 1858 — деревня, центр имения, собственность Брянцевой.
В 1887 году открыта школа грамоты.
В 1897 году — деревня, 22 двора, 127 жителей, в Старосельской волости Минского уезда.

### После 1917
В 1917 году в деревне было 18 дворов, 120 жителей; в имении — 6 дворов, 62 жителя; на хуторе — 5 дворов, 39 жителей. С 20 августа 1924 хутор в Ратомском с/с. В 1926 году было 22 двора, 111 жителей. В 1941 было 18 дворов, 48 жителей. С 20 января 1960 года — в Ждановичском с/с.

### В настоящее время
В 2010 году было 16 дворов, 32 жителя.

## Кладбище

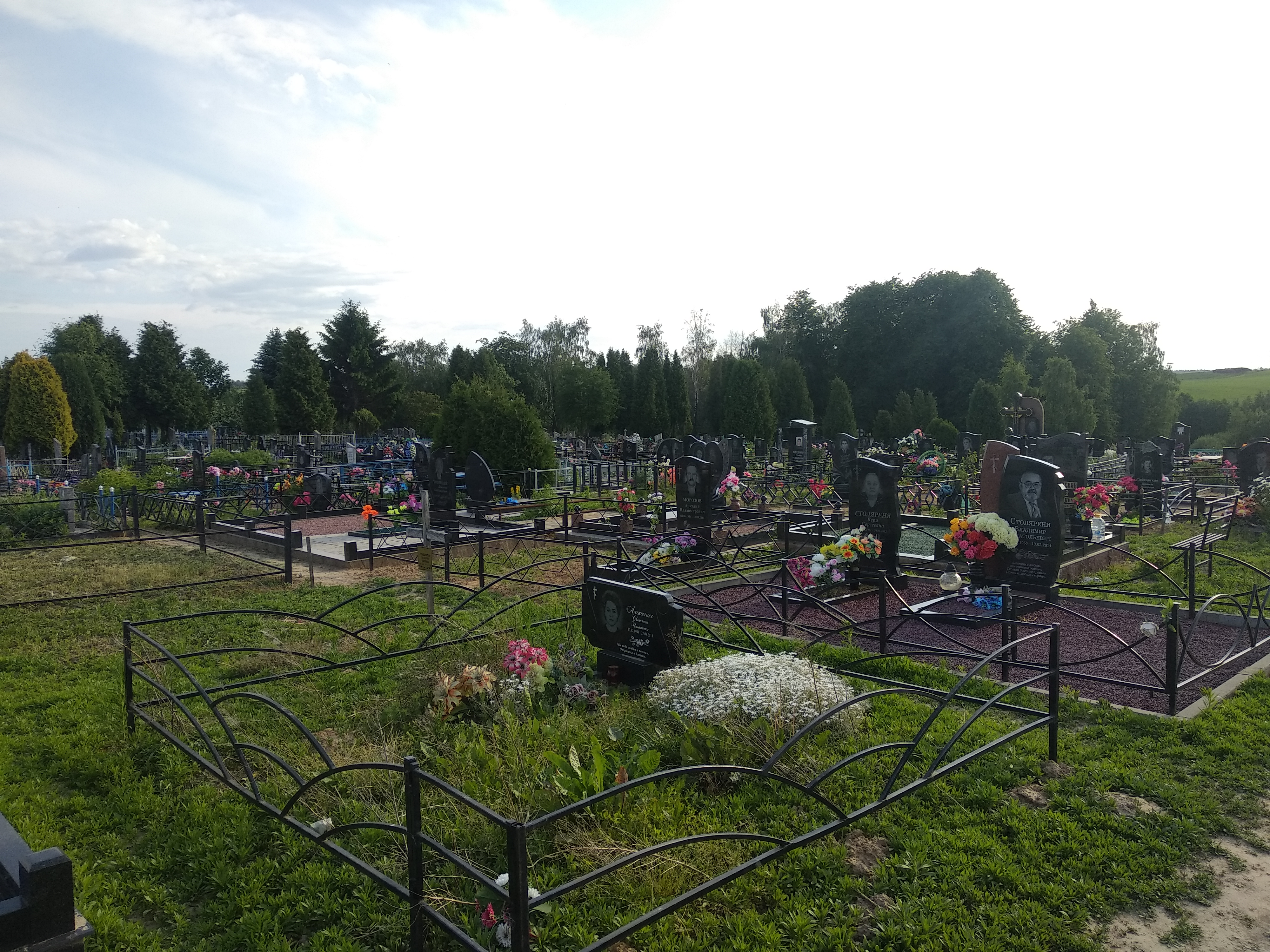
Кладбище деревни Ярково

В 850 метрах на север от деревни находится кладбище Ярково. Самые старые сохранившиеся захоронения датируются первой половиной XIX века. На кладбище похоронены, в том числе, жертвы трагедии на Немиге.